# Воля-Блендова
Воля-Блендова (пол. Wola Błędowa) — село в Польщі, у гміні Стрикув Зґерського повіту Лодзинського воєводства.
Населення — 243 особи (2011).

## Демографія
Демографічна структура станом на 31 березня 2011 року:
|          | Загалом | Допрацездатний вік | Працездатний вік | Постпрацездатний вік |
| -------- | ------- | ------------------ | ---------------- | -------------------- |
| Чоловіки | 131     | 21                 | 90               | 20                   |
| Жінки    | 112     | 14                 | 69               | 29                   |
| Разом    | 243     | 35                 | 159              | 49                   |